# Projeto Venus
O Projeto Vênus é uma organização que promove as visões do futuro de Jacque Fresco (1916 - 2017) através de um website e pela distribuição de vídeos e literatura. Tem como objectivo melhorar a sociedade pela construção de cidades sustentáveis, a utilização de energia de forma eficiente e a gestão dos recursos naturais da Terra usando automação avançada, focando nos benefícios à sociedade por meio da introdução de um novo conceito chamado de Economia Baseada em Recursos. A organização foi fundada por Jacque Fresco e por Roxanne Meadows em 1995, embora o Projeto já exista desde os anos setenta.
O nome da organização tem origem na cidade de Venus, Flórida, onde o centro de pesquisa da organização está situado.

## Proposta
O Projeto Vénus é uma organização que propõe um plano de ação viável para uma mudança social; um plano que trabalha na direção de uma civilização global, pacífica e sustentável. Apresenta uma alternativa propõe que os direitos humanos não sejam apenas uma proclamação escrita, mas também uma forma de vida.
O Projeto Vénus propõe uma visão não daquilo que será o futuro, mas do que pode vir a ser, uma vez que seja aplicado o conhecimento científico eficientemente na resolução dos problemas da civilização mundial para torná-la sustentável. De acordo com a abordagem do projeto, os problemas da sociedade contemporânea, como a guerra, pobreza, fome, dívida e qualquer tipo de sofrimento humano são vistos não apenas como evitáveis, mas como totalmente inaceitáveis. Qualquer coisa que fique aquém disso resultará, na visão do projeto, na continuação do mesmo tipo de problemas que se pode encontrar no mundo atual.
O Projeto Vénus apresenta uma visão alternativa para uma civilização mundial sustentável, diferente dos sistemas políticos, econômicos ou sociais já experimentados. Antevê um tempo em que o dinheiro, a política e os interesses nacionais foram descartados. Embora esta visão possa parecer idealista, é baseada em anos de estudo e pesquisa experimental. Abrange áreas que vão desde a educação, transporte, e fontes de energia limpa, até sistemas de cidades completas.
Muitas pessoas acreditam que o que é necessário são padrões éticos mais elevados e a promulgação de leis e tratados internacionais para assegurar uma sociedade global sustentável. Mesmo que as pessoas mais éticas do mundo fossem eleitas para cargos políticos, sem recursos suficientes ainda teríamos muitos dos mesmos problemas que temos hoje. Enquanto algumas nações controlarem a maior parte dos recursos do planeta e o lucro for o objetivo principal, o mesmo ciclo de eventos prevalecerá.
Ao mesmo tempo que proliferam os desafios globais e a informação científica, as nações e os povos enfrentam ameaças comuns que transcendem as fronteiras nacionais. O sobrepovoamento, a falta de energia, o aquecimento global, a poluição ambiental, a escassez de água, as catástrofes econômicas, a propagação de doenças incontroláveis, e a substituição de pessoas por máquinas ameaçam-nos a todos. Embora muitas pessoas se dediquem a mitigar essas condições, os nossos problemas sociais e ambientais permanecerão intransponíveis enquanto algumas nações e interesses financeiros poderosos mantiverem o controle e consumirem a maior parte dos recursos do planeta - enquanto prevalecer o sistema monetário mundial.
A Terra é rica e tem numerosos recursos. A prática de racionar recursos através do controle monetário já não faz sentido e é contrária à nossa sobrevivência. Hoje em dia, temos tecnologias altamente avançadas, mas o nosso sistema social e econômico não tem acompanhado os nossos avanços tecnológicos. Poderíamos criar facilmente um mundo de abundância para todos, livre da servidão e da dívida, baseado na capacidade de proteção dos recursos da Terra. Com uma aplicação humanitária e inteligente da ciência e da tecnologia, os povos da Terra podem, juntos, guiar e moldar o futuro enquanto protegem o ambiente. Nós não temos dinheiro suficiente para conseguir estes objetivos, mas temos recursos mais do que suficientes. É por isso que advogamos uma Economia Baseada em Recursos.

## Fases

### Primeira fase
Traduzido a partir do site do Projeto Venus

A primeira fase dos planos de longo prazo do projeto já está em andamento. Jacque Fresco, futurista, inventor, desenhista industrial e fundador do Projeto Venus, e sua sócia Roxanne Meadows completaram a construção de um centro de pesquisa de 25 acres [101.171,83 m²] em Venus, Flórida para ajudar na divulgação das propostas do Projeto Venus. Vídeos, panfletos, e um livro recentemente publicado, The Best That Money Can't Buy: Beyond Politics, Poverty, and War [O melhor que o dinheiro não pode comprar: além da política, pobreza e guerra], foram criados para ajudar a aumentar o conhecimento público sobre este projeto e suas muitas propostas.

### Segunda fase
Traduzido a partir do site do Projeto Venus

A segunda fase inclui a produção de um longa-metragem que irá retratar como funcionaria um mundo que aderisse às propostas desenvolvidas pelo Projeto Venus. Esse filme proporcionaria uma perspectiva positiva de uma sociedade pacífica em que todas as pessoas formam uma família global no planeta Terra. Uma civilização na qual todas as pessoas estão envolvidas na busca de um melhor entendimento do mundo que elas compartilham. Esse filme tem sido desenvolvido para ser uma experiência de entretenimento e educação para adultos e crianças.

### Terceira fase
Traduzido a partir do site do Projeto Venus

Para testar seus designs e propostas, o Projeto Venus está trabalhando para colocar seus ideais em prática através da construção de uma cidade para pesquisas experimentais. Os esboços para a maioria das tecnologias e construções iniciais já começaram. Esforços para angariar fundos estão agora em andamento para ajudar no financiamento da construção dessa primeira cidade experimental. Essa nova cidade para pesquisas experimentais será dedicada a trabalhar para atingir as metas e objetivos do Projeto Venus, que são:
1. Realizar a declaração dos recursos mundiais como patrimônio comum de todas as pessoas.
2. Transcender as divisões artificiais que hoje arbitrariamente separam as pessoas.
3. Substituir economias nacionalistas baseadas em dinheiro por uma economia baseada em recursos.
4. Ajudar na estabilização da população mundial através da educação e do uso voluntário de contraceptivos.
5. Regenerar e restaurar o meio ambiente de acordo com o melhor de nossa capacidade.
6. Reprojetar cidades, sistemas de transporte, agroindústrias, e fábricas para que sejam energeticamente eficientes, limpos e capazes de servir convenientemente às necessidades de todas as pessoas.
7. Livrar-se gradualmente das entidades corporativas e dos governos, (locais, nacionais, ou supranacionais) como meios de gestão social.
8. Compartilhar e aplicar novas tecnologias para o benefício de todas as nações.
9. Desenvolver e usar fontes de energia limpas e renováveis.
10. Produzir a mais alta qualidade em produtos para o benefício das pessoas do mundo inteiro.
11. Exigir estudos sobre o impacto ambiental antes da construção de quaisquer megaprojetos.
12. Encorajar o mais amplo espectro de criatividade e incentivo a empreendimentos construtivos.
13. Superar o nacionalismo, o fanatismo e o preconceito através da educação.
14. Eliminar o elitismo, seja técnico ou de qualquer outra forma.
15. Delinear metodologias através de pesquisas meticulosas em vez de opiniões aleatórias.
16. Melhorar a comunicação nas escolas implementando uma língua internacional neutra, Esperanto por exemplo, que facilitasse a comunicação entre todos os povos.
17. Fornecer não só as necessidades básicas de sobrevivência, como também desafios que estimulem a mente ao mesmo tempo em que enfatizam a individualidade em detrimento da uniformidade.
18. Finalmente, preparar as pessoas intelectual e emocionalmente para as mudanças e desafios que vêm pela frente.

### Quarta fase
Traduzido a partir do site do Projeto Venus

Após a construção da cidade para pesquisas experimentais, um parque temático também planejado irá tanto entreter como informar os visitantes sobre as possibilidades para os estilos de vida não-nocivos ao meio ambiente visionados pelo Projeto Venus. Este fornecerá casas inteligentes, sistemas de transporte não poluentes e de alta eficiência, tecnologia computacional avançada, e muitas outras inovações que poderão acrescer valor às vidas de todas as pessoas – em um período curtíssimo de tempo.
Ninguém decerto pode predizer o futuro. Podemos apenas extrapolar nos baseando nas informações e tendências atuais. O crescimento da população, a mudança tecnológica, as condições mundiais do meio ambiente e os recursos disponíveis constituem o critério primordial para as projeções futuras.
Não há uma única filosofia ou ponto de vista, seja religioso, político, científico, ou ideológico, do qual ninguém irá discordar. Estamos certos, contudo, de que os únicos aspectos do Projeto Venus que podem parecer ameaçadores são aqueles que os outros projetam nele.
O Projeto Venus não é utópico nem orwelliano, tampouco reflete os sonhos de idealistas nada práticos. Ao contrário, ele apresenta objetivos alcançáveis exigindo apenas a aplicação inteligente do que nós já sabemos. As únicas limitações são aquelas que impomos a nós mesmos.

## Economia baseada em recursos
Traduzido a partir do site do Projeto Venus

O Projecto Vênus foi fundado na ideia de que a pobreza, o crime, a corrupção e a guerra são causadas pelas neuroses e escassez criadas pelo sistema econômico vigente, que é orientado ao lucro e que reprime o progresso de tecnologias benéficas à sociedade. Fresco teoriza que a progressão da tecnologia, se esta fosse continuada para além do limite do que é lucrativo, fará com que mais recursos estejam disponíveis para mais pessoas, produzindo uma abundância de produtos e materiais. Esta abundância reduziria a tendência humana actual para a independência, corrupção e ganância, dando alas para as pessoas se ajudarem entre si.
Fresco acredita que o sistema monetário e os processos associados a ele, tal como a venda do próprio trabalho e a competição, são danosas à sociedade e limitam o verdadeiro potencial da maioria das pessoas. Ele diz que as suas ideias beneficiarão um número máximo de pessoas.   Ele afirma que as suas ideias originaram-se nos seus anos de formação que foram durante a Grande Depressão.
- Fundamental para o projecto é a eliminação da economia vigente baseada em dinheiro, em favor de uma economia baseada em recursos.[3]

Uma economia baseada em recursos é um sistema onde todos os bens e serviços estão disponíveis sem o uso de dinheiro, crédito, escambo ou qualquer outro sistema de débito ou servidão. Todos os recursos tornam-se patrimônio comum de todos os habitantes, não de apenas uns poucos selecionados. A premissa sobre a qual esse sistema é baseado é a de que a Terra seja abundante em recursos; nossa prática de racionamento de recursos através de métodos monetários é irrelevante e contraproducente à nossa sobrevivência.
A sociedade moderna tem acesso à tecnologias de ponta e pode disponibilizar comida, vestimenta, moradia e assistência médica; atualizar nosso sistema educacional; e desenvolver um suprimento ilimitado de energia renovável e não-poluente. Através da provisão de uma economia projetada de forma eficiente, todos podem desfrutar de um elevadíssimo padrão de vida com todas as amenidades de uma sociedade altamente tecnológica.
Uma economia baseada em recursos usaria os recursos existentes da terra e do mar, o equipamento físico, indústrias etc. para engrandecer a vida de toda a população. Numa economia baseada em recursos no lugar de dinheiro, poderíamos facilmente produzir todas as necessidades biológicas e fornecer um elevado padrão de vida para todos.
Considere os seguintes exemplos: No início da Segunda Guerra Mundial os EUA tinha apenas cerca de 600 aviões de combate de primeira classe. Nós rapidamente superamos esse suprimento limitado ao produzirmos mais de 90 mil aeronaves por ano. A questão no início da Segunda Guerra Mundial era: "nós temos os fundos suficientes para produzir os utensílios de guerra precisos?". A resposta era: "não. Não possuímos dinheiro, nem ouro o bastante; mas temos recursos de sobra". Foram os recursos disponíveis que possibilitaram aos EUA que alcançassem a alta produção e eficiência precisos para vencer a guerra. Infelizmente, isso é somente considerado em tempos de guerra.
Numa economia baseada em recursos, todos as recursos são tidos como patrimônio comum a todas as pessoas do planeta Terra, de forma a eventualmente transcender a necessidade de fronteiras artificiais que separam as pessoas. Esse é o imperativo unificador.
Devemos enfatizar que esta abordagem para um governo global não tem absolutamente nada em comum com os presentes objetivos da elite de formar um governo mundial dirigida por ela e pelas grandes corporações. Nossa visão de globalização autoriza todas as pessoas do planeta a ser as melhores que puderem, não a viver sobre submissão abjeta de um corpo governamental corporativo.
Nossas propostas não só contribuiriam para o bem-estar das pessoas, como também forneceriam a informação necessária para que elas participem em qualquer área de sua competência. O sucesso seria medido pela satisfação das atividades individuais em vez da aquisição de riqueza, propriedade e poder.
No momento, temos recursos materiais suficientes para prover um altíssimo padrão de vida para todos os habitantes da Terra. Apenas quando a população excede a capacidade de sustentação da terra é que muitos problemas como a ganância, o crime e a violência emergem. Ao superarmos a escassez, a maioria dos crimes e até as prisões da sociedade de hoje não seriam mais necessários.
Uma economia baseada em recursos possibilitaria o uso da tecnologia para superar a escassez de recursos ao aplicar fontes renováveis de energia, informatizar e automatizar a manufatura e o inventário, projetar cidades seguras e energeticamente eficientes e sistemas avançados de transporte, providenciar um serviço de saúde universal e uma educação mais relevante e, sobretudo, ao gerar um novo sistema de incentivo baseado na preocupação humana e ambiental.
Muitas pessoas acreditam que hoje exista muita tecnologia no mundo, e que essa tecnologia é a principal causa de nossa poluição ambiental. Não é esse o caso. É o abuso e o desuso da tecnologia que deve ser a nossa principal preocupação. Numa sociedade mais humana, em vez de as máquinas substituírem as pessoas elas reduziriam a jornada de trabalho, aumentariam a disponibilidade de bens e serviços, e prolongariam o período de descanso. Se usarmos novas tecnologias para elevar o padrão de vida de todas as pessoas, então a infusão da tecnologia mecânica deixaria de ser uma ameaça.
Uma economia mundial baseada em recursos também envolveria esforços completos para o desenvolvimento de novas fontes de energia, limpas e renováveis: geotérmica; de fusão controlada; solar; fotoelétrica; eólica, das ondas e das marés; e até combustível dos oceanos. Nós eventualmente seríamos capazes de possuir energia em quantidade ilimitada que poderia impulsionar a civilização por milênios. Uma economia baseada em recursos também deve se comprometer com o replanejamento de nossas cidades, sistemas de transporte e indústrias, permitindo que eles sejam energeticamente eficientes, limpos, e que sirvam de forma conveniente às necessidades de todas as pessoas.
No que mais um economia baseada em recursos implicaria? A tecnologia, inteligente e eficientemente aplicada, economiza energia, reduz o desperdício e proporciona mais tempo livre. Com um inventário automatizado numa escala global, podemos manter um equilíbrio entre a produção e distribuição. Somente alimentos nutritivos e saudáveis estariam disponíveis e a obsolescência planejada seria desnecessária e inexistente numa economia baseada em recursos.
Ao nos livrarmos da necessidade de profissões baseadas no sistema monetário, como por exemplo advogados, banqueiros, vendedores de seguro, equipes de marketing e publicidade, vendedores e corretores de valores, uma quantidade considerável de desperdício será eliminada. Quantias respeitáveis de energia também seriam poupadas ao se eliminar a duplicação de produtos competitivos como ferramentas, talheres, panelas frigideiras e aspiradores de pó. É bom poder escolher. Mas no lugar de centenas de diferentes fábricas e toda a papelada e pessoal necessários à produção de produtos similares, apenas uma pequena parcela da mais alta qualidade seria necessária para servir à população inteira. Nossa única deficiência é a falta de pensamento criativo e inteligência em nós mesmos e nos nossos líderes eleitos para resolver esses problemas. O recurso mais valioso e inexplorado hoje é a engenhosidade humana.
Com a eliminação da dívida, o medo de se perder o emprego deixará de ser uma ameaça. Essa segurança, combinada à educação sobre como se relacionar com os outros de um modo muito mais significativo, poderiam reduzir consideravelmente tanto o estresse mental como o físico e deixar-nos livre para explorar e desenvolver nossas habilidades.
Se a ideia de se eliminar o dinheiro ainda incomoda você, considere isto: se um grupo de pessoas com ouro, diamantes e dinheiro ficassem presos em uma ilha desprovida de recursos como comida, ar e água limpos, a riqueza deles seria irrelevante a sua sobrevivência. Somente quando os recursos são escassos é que o dinheiro pode ser usado para controlar sua distribuição. Não se pode, por exemplo, vender o ar que respiramos ou a água que flui abundante da nascente de uma montanha. Apesar do ar e da água serem valiosos, quando abundantes, eles não podem ser vendidos.
O dinheiro só é importante em uma sociedade quando certos recursos para a sobrevivência devem ser racionados e as pessoas aceitam o dinheiro como meio de troca para recursos escassos. O dinheiro é uma convenção social, um acordo por assim dizer. Ele não é um recurso natural nem representa um. Ele não é necessário à sobrevivência, a menos que tenhamos sido condicionados a aceitá-lo como tal.

## Dúvidas frequentes para com o projeto

### Quais são alguns dos efeitos prejudiciais do sistema monetário?
Existem muitas desvantagens de usar esse velho método de troca para bens e serviços. Nós iremos considerar aqui apenas alguns e deixar você aumentar esta lista por si mesmo.
1. O dinheiro é apenas uma interferência entre o que uma pessoa precisa e o que ela pode obter. Não é de dinheiro que as pessoas precisam, é de acesso aos recursos.
2. O uso de dinheiro resulta em estratificação social e elitismo baseados primeiramente em disparidades econômicas.
3. As pessoas não são iguais sem iguais poderes de compra.
4. A maioria das pessoas são escravas de empregos dos quais não gostam porque precisam de dinheiro.
5. Há uma tremenda corrupção, ganância, crime, fraude e muito mais por causa da necessidade de dinheiro.
6. A maioria das leis são decretadas em benefício das corporações, que tem dinheiro suficiente para praticar lobby, ou persuadir oficiais do governo a criarem leis que servem aos seus interesses.
7. Aqueles que controlam o poder aquisitivo possuem maior influência.
8. O dinheiro é usado para controlar o comportamento daqueles com poder de compra limitado.
9. Bens como alimentos são às vezes destruídos para manter os preços altos; quando as coisas são escassas os preços sobem.
10. Há um tremendo desperdício de material e abuso dos recursos disponíveis nas mudanças superficiais no design de produtos da moda todo ano a fim de se criar mercados contínuos para os fabricantes.
11. Há uma tremenda degradação ambiental devido ao custo elevado de métodos melhores de tratamento de lixo.
12. A Terra está sendo saqueada por lucro.
13. Os benefícios da tecnologia são somente distribuídos para aqueles com poder de compra suficiente.
14. E o mais importante, quando o fator principal da corporação é o lucro, as decisões em todas as áreas são feitas não em benefício das pessoas e do meio ambiente, mas primariamente para a aquisição de riqueza, propriedade e poder.

### Não haveria resistência por parte dos ricos e poderosos?
Dizer que os ricos e poderosos resistiriam a tal sociedade em muitos casos é verdade, no entanto se eles continuarem a usar automação em suas indústrias, já que é necessário a fim de competirem, milhões de pessoas serão substituídas por máquinas. Isso não só inclui trabalhos em linha de montagem, mas também médicos, engenheiros, arquitetos e semelhantes. Enquanto eles perdem seu poder de compra por demissão ou por perda dos empregos, a própria indústria que depende deste dinheiro, agora inexistente, não poderá mais funcionar. Isto trará o fim do desgastado sistema monetário. Não é questão de eles desistirem de suas indústrias, mas a sua ganância as tornará obsoletas.
Somente quando a ciência e a tecnologia são usadas com preocupação humana em um mundo no qual os recursos da terra são declarados como bem comum de todos os povos da Terra é que podemos dizer verdadeiramente que existe vida inteligente em nosso planeta.

### Como seria o colapso do sistema atual?
Governo e indústria continuarão a transferir cada vez mais a responsabilidade de tomar decisões às máquinas inteligentes. As máquinas de hoje lidam com trilhões de bits de informação por segundo, muito mais do que o alcançado por qualquer número de políticos ou pessoas da indústria que tomam decisões. Elas também podem reunir e designar informação em constante atualização.
O outro lado dessa tendência é que muitas pessoas serão substituídas; não teremos mais o poder de compra necessário para sustentar um sistema monetário que endivida a população e governos.
Conforme o antigo sistema monetário começa a dispensar mais e mais pessoas por conta de sua dependência em automação, essas pessoas deixarão de respeitar a autoridade da indústria. O padrão de vida em todas as nações industrializadas, o equilíbrio entre trabalho e interesse familiar, tornam-se impossíveis de ser mantidos para a maioria das pessoas dispensadas pela automação.
À medida que a inteligência artificial avança, máquinas serão cada vez mais usadas em tarefas de complexas decisões na indústria, governo e assuntos militares. Isto não significa uma dominação por máquinas. Será, no entanto, uma gradual transferência no processo de tomada de decisões para máquinas inteligentes como um próximo passo na evolução social.
Muitas pessoas acreditam que os líderes governamentais trazem mudanças com uma profunda preocupação com o bem-estar dos seus cidadãos. Isto está longe de ser verdade. As mudanças na sociedade não surgiram de alterações na educação ou no lar. Todos os sistemas de governo estabelecidos tendem a preservar e manter seus próprios interesses e continuação da sua base de poder.
As verdadeiras forças responsáveis pela mudança têm mais a ver com imprevistos, eventos externos ou pressões biossociais que alteram fisicamente o nosso ambiente social e estabelece regras. Por exemplo, a infusão de máquinas e processos que substituem as pessoas e eliminam os seus meios de ganhar a vida, efeitos naturais de seca, enchentes, tempestades e terremotos, catástrofes de oscilações econômicas causadas pelo homem ou ameaça de algumas nações hostis.

### O que seria feito com as cidades antigas?
A maioria das cidades antigas seria demolida e seus recursos minerados. Elas são ineficientes demais para serem mantidas. Algumas cidades serão reservadas como cidades-museus.

### Que tipo de mudança você espera na arquitetura?
Acabar com a poluição e o desperdício mantendo-se um elevado padrão de vida exigirá mudanças profundas no modo como planejamos as cidades e gerimos as relações humanas.
Embora alguns defendam a modificação das cidades existentes e gastem muito tempo e recursos tentando atualizá-las, eu considero tais tentativas inadequadas. A modificação traz consigo um alto preço em dólares e a sustentação dos recursos. Modificar e construir em cima do que temos significa apoiar a velha infraestrutura e os requisitos energéticos, um alto custo de operação e manutenção desta, ineficiência geral, e efeitos prejudiciais aos ocupantes. É menos custoso construir cidades novas da estaca zero do que restaurar e manter as antigas, da mesma forma que é mais eficiente usar métodos de produção modernos do que atualizar as fábricas obsoletas.
As cidades circulares multi-dimensionais e inovadoras que proponho usam os mais sofisticados recursos e técnicas de construção. O arranjo circular geometricamente elegante, cercado por parques e jardins, é projetado para operar com o mínimo de gasto de energia enquanto obtém o mais alto padrão de vida possível. A cidade usaria tecnologia totalmente limpa em harmonia com a ecologia local.
Quando vemos uma cidade como um bioma que cresce e se adapta, e requer energia, comida, água, sistemas de coleta e tratamento de lixo e artérias para o transporte de bens e de pessoas, nossas ideias sobre o espaço e a permanência mudam dramaticamente. Nossos atuais padrões de crescimento aleatórios refletem o espaço disponível e o acesso em vez do planejamento coesivo. Combinar elementos urbanos de um modo predeterminado conserva energia e provê acesso fácil a todas as porções da cidade. Os elementos prefabricados constituintes da cidade seriam projetados para permitir modificações quando necessárias. À medida que materiais mais novos surgem, o design da cidade pode ser continuamente melhorado, mantendo-se ao mesmo tempo novos progressos tecnológicos e estruturais, e os padrões humanos em evolução. Todos os sistemas seriam de natureza emergente e construídos para possibilitar a latitude máxima na acomodação de mudanças. Isso permitiria que a cidade funcionasse como um organismo em evolução integrado em vez de uma estrutura estática.
O projeto e desenvolvimento dessas novas cidades enfatizam a restauração e proteção do meio ambiente: a meu ver, a tecnologia sem preocupação humana não tem sentido.

### Existe um custo preliminar desse tipo de complexo? Ele é mais barato ou não?
É muito menos custoso construir cidades sustentáveis inteiras, mesmo no sistema monetário de hoje, porque nós projetamos apenas um oitavo da cidade circular e a reproduzimos e por causa dos outros métodos eficientes de construção já mencionados.

### Qual o papel da família?
Atualmente maridos e esposas trabalham. A economia monetária está desconstituindo o seio familiar e o cuidado às crianças. Os pais tem pouco tempo para passar com seus filhos e sofrem constante estresse por ter que pagar por remédios, seguros, educação e um estilo de vida cada vez mais caro.
Neste aspecto, esta nova civilização pode trazer grandes benefícios. Menos tempo com trabalho dará a oportunidade dos membros da família passarem mais tempo uns com os outros. O livre acesso aos bens e serviços fará do lar um lugar agradável, sem o estresse econômico que traz tanto sofrimento à família. "Quanto melhor a qualidade de vida das crianças, mais rica é a vida e o futuro das nações". Jacques Fresco - On The Edge interview
As pessoas serão mais felizes neste tipo de sociedade? Talvez não seja felicidade o que procuramos. Felicidade é um conceito relativo à individualidade de cada um, existem infinitas maneiras de se alcançar este estado de espírito. Nós procuramos criar uma sociedade onde as pessoas sejam livres para escolher seu estilo de vida, atividades, desenvolver seus potenciais e perseguir sonhos sem a intervenção de um governo ou restrições financeiras.
Uma economia baseada em recursos providenciaria centros de arte, de música, de cinema, etc. e a oportunidade de pessoas retornarem a um ambiente educacional, permitindo que elas busquem seus interesses. Embora possamos nos sentir economicamente seguros, ainda enfrentaremos grandes desafios que nos incentivarão a usar nossa inteligência e criatividade.

### Qual o enfoque dos profissionais que conduzirão essa nova sociedade?
Muitas das profissões comuns de hoje serão eventualmente extintas. Com o ritmo atual de mudanças, um grande número de ocupações se tornará obsoleto e desaparecerá. Numa sociedade que aplica uma abordagem sistêmica, estas profissões serão substituídas por times interdisciplinares – analistas de sistemas, programadores de computador, pesquisadores e todos que conectam o mundo numa vasta rede de comunicações.
Nós temos a habilidade e conhecimento para aplicar times interdisciplinares aos problemas. No entanto, apenas em tempos de guerra e emergências nacionais nós alocamos esses times para ajudar a encontrar uma solução para problemas sociais. Se mobilizarmos os mesmos recursos para os problemas sociais como fazemos em tempos de guerra, efeitos benéficos em grande escala podem ser alcançados em um curto período de tempo. Isso pode ser facilmente alcançado utilizando muitas de nossas universidades para formação de pessoal para melhor determinar os métodos alternativos para resolver esses problemas.
Esse caminho pode ser uma importante fase inicial para definir os parâmetros do futuro de toda civilização.
O processo de alterações sociais deve permitir a mudança de condições para continuamente atualizar os parâmetros do projeto e para a infusão de novas tecnologias em uma cultura emergente. Times projetistas utilizando computadores socialmente integrados podem ser automaticamente informados sobre qualquer mudança.

### Haverá um governo?
Em relação à necessidade de um governo, haverá apenas durante a transição de uma sociedade monetária para uma economia computadorizada baseada em recursos. Seria necessário utilizar os serviços de analistas de sistemas, engenheiros, programadores de computador, etc. Eles não irão ditar as políticas ou ter qualquer outra vantagem em relação às outras pessoas. O trabalho deles será direcionar a restauração do meio ambiente às condições naturais. Eles também irão planejar a maneira mais eficiente e econômica de gerenciar o transporte, agricultura, planejamento de cidades e produção. Eles também estarão sempre no processo de modificação e melhoramento para ajustar as necessidades de uma civilização em constante mudança. Não há fronteiras finais.

## Resumo
Bem resumidamente, o Projeto Venus é uma organização que propõe um plano factível de ação para a mudança social; um que trabalha por uma civilização global pacífica e sustentável. Ele delineia uma alternativa para lutar por uma situação na qual os direitos humanos não são proclamações em papéis, mas também um modo de vida.
O Projeto Venus apresenta uma visão não de como o mundo será, mas como ele pode ser se aplicarmos o que já sabemos a fim de alcançar uma nova civilização mundial sustentável. Ele clama por um replanejamento honesto de nossa cultura na qual os velhos problemas de guerras, pobreza, fome, dívida e sofrimento humano desnecessário são vistos não apenas como evitáveis, mas como totalmente inaceitáveis. Qualquer resultado inferior resultará numa continuação do mesmo catálogo de problemas encontrado no mundo de hoje.
O Projeto Venus apresenta uma visão alternativa para uma civilização mundial sustentável diferente de qualquer sistema político, econômico ou social que já tenha existido. Ele visiona um tempo no futuro próximo quando o dinheiro, a política, o interesse nacionalista foram deixados para trás. Embora essa visão possa parecer idealista, ela é baseada em anos de estudo e pesquisa experimental. Ela abarca o âmbito da educação, transporte e fontes limpas de energia para sistemas urbanos completos.
Muitas pessoas acreditam que seja necessário um senso mais elevado de padrões éticos e ratificação de leis internacionais e tratados para garantir uma sociedade global sustentável. Mesmo se as pessoas mais éticas do mundo fossem eleitas ao cargo público, sem recursos suficientes nós continuaríamos com os mesmo problemas que temos hoje. Enquanto poucas nações controlarem a maioria dos recursos mundiais e o lucro for o ponto principal, o mesmo ciclo de eventos prevalecerá.
À medida que os desafios globais e a informação científica proliferam-se, as nações e as pessoas enfrentam ameaças comuns que transcendem as fronteiras nacionais. Superpopulação, falta de energia, aquecimento global, poluição ambiental, escassez de água, catástrofe atômica, o alastramento de doenças incontroláveis e o deslocamento tecnológico de pessoas por máquinas ameaçam cada um de nós. Embora muitas pessoas se dedicam a aliviar essas condições, nossos problemas sociais e ambientais permanecerão insuperáveis enquanto poucas nações poderosas e interesses financeiros controlarem e consumirem a maioria dos recursos mundiais e o sistema monetário predominar.
Se nós realmente quisermos pôr um fim nos atuais problemas internacionais e sociais, devemos declarar a Terra e todos os seus recursos como patrimônio comum a todas as pessoas do mundo.
A Terra é abundante em recursos. Nossa prática de racionamento de recursos através do controle monetário não é mais relevante e é contraprodutiva à nossa sobrevivência. Hoje temos tecnologias altamente avançadas, mas nosso sistema econômico e social não se adaptou às nossas capacidades tecnológicas. Nós poderíamos facilmente criar um mundo da abundância para todos, livre da servidão e da dívida e baseada na capacidade de sustentação dos recursos terrestres. Com a aplicação inteligente e humana da ciência e da tecnologia, os habitantes do planeta Terra podem juntos conduzir e moldar o futuro enquanto protegem o meio ambiente. Não temos dinheiro o bastante para alcançar esses fins, mas temos recursos de sobra. É por isso que defendemos uma economia baseada em recursos.

## Jacque Fresco
Jacque Fresco é um autodidata, projetista industrial, um engenheiro social, um escritor, um  professor, um futurologista, um inventor, e trabalhou como um projetista e inventor numa grande variedade de áreas desde inovações biomédicas a sistemas sociais totalmente integrados. Ele acredita que suas ideias irão beneficiar o maior número de pessoas e diz que algumas de suas ideias vem dos anos de sua formação durante a Grande Depressão.

## Movimento Zeitgeist
O Movimento Zeitgeist trabalhou com o Projeto Vénus como uma rede ativista no entanto Movimento Zeitgeist e Projeto Vénus separaram-se formalmente em Abril 2011.
O Projeto Vênus aparece no filme Zeitgeist: Addendum(em inglês), e em Zeitgeist Movement Orientation Presentation, como uma possível solução para os problemas descritos no filme.

## Ver Também
- Jacque Fresco